# Niszczyciele typu Arabe

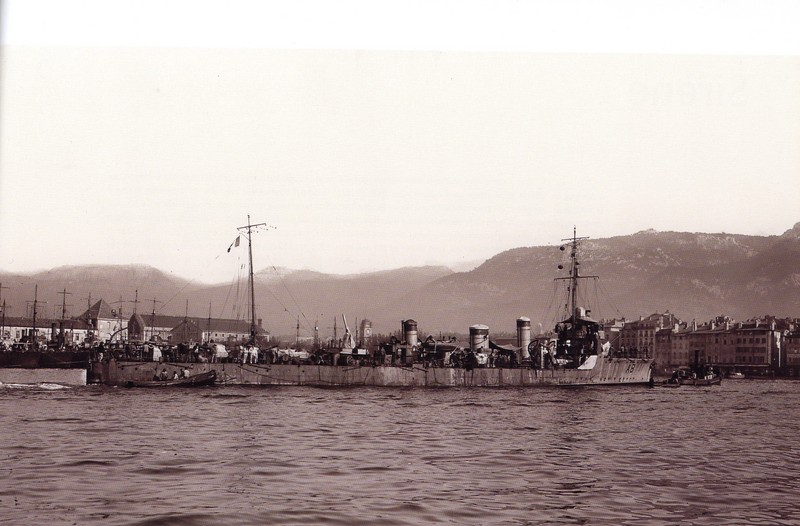
Niszczyciel typu Arabe, Francja 1917 r.

Niszczyciele typu Arabe – seria francuskich niszczycieli z okresu I wojny światowej, licząca 12 jednostek. Wszystkie okręty zostały zbudowane w japońskich stoczniach.
Lista okrętów tego typu:
- „Algérien”
- „Annamite”
- „Arabe”
- „Bambara”
- „Hova”
- „Kabyle”
- „Marocain”
- „Sakalave”
- „Sénégalais”
- „Somali”
- „Tonkinois”
- „Touareg”